# Брант-Лейк (Південна Дакота)
Брант-Лейк (англ. Brant Lake) — переписна місцевість (CDP) в США, в окрузі Лейк штату Південна Дакота. Населення — 140 осіб (2020).

## Географія
Брант-Лейк розташований за координатами 43°55′35″ пн. ш. 96°56′21″ зх. д. / 43.92639° пн. ш. 96.93917° зх. д. (43.926451, -96.939033).  За даними Бюро перепису населення США в 2010 році переписна місцевість мала площу 7,07 км², з яких 3,09 км² — суходіл та 3,98 км² — водойми. В 2017 році площа становила 0,40 км², уся площа — суходіл.

## Демографія
Згідно з переписом 2010 року, у переписній місцевості мешкало 159 осіб у 75 домогосподарствах у складі 50 родин. Густота населення становила 22 особи/км².  Було 251 помешкання (35/км²).
Расовий склад населення:
| - 99,4 % — білих - 0,6 % — корінних американців |

До двох чи більше рас належало 0,0 %. Частка іспаномовних становила 0,0 % від усіх жителів.
За віковим діапазоном населення розподілялося таким чином: 15,7 % — особи молодші 18 років, 65,4 % — особи у віці 18—64 років, 18,9 % — особи у віці 65 років та старші. Медіана віку мешканця становила 51,1 року. На 100 осіб жіночої статі у переписній місцевості припадало 106,5 чоловіків;  на 100 жінок у віці від 18 років та старших — 116,1 чоловіків також старших 18 років.
Середній дохід на одне домашнє господарство  становив 87 963 долари США (медіана — 65 938), а середній дохід на одну сім'ю — 99 180 доларів (медіана — 81 667). Медіана доходів становила 64 167 доларів для чоловіків та 34 375 доларів для жінок. За межею бідності перебувало 5,6 % осіб, у тому числі 0,0 % дітей у віці до 18 років та 13,2 % осіб у віці 65 років та старших.
Цивільне працевлаштоване населення становило 98 осіб. Основні галузі зайнятості: оптова торгівля — 18,4 %, виробництво — 15,3 %, освіта, охорона здоров'я та соціальна допомога — 15,3 %.